# Саид, Самир Аит
Самир Аит Саид (фр. Samir Aït Saïd, родился 1 ноября 1989 года в Шампиньи-сюр-Марн) — французский гимнаст алжирского происхождения, чемпион Европы 2013 года в выступлениях на кольцах.

## Биография

### Семья
Родители Самира — кабилы из северного Алжира, чем Самир очень гордится. Отец Самира — обладатель чёрного пояса по карате, он мечтал, чтобы сын занимался дзюдо. Но Самир предпочёл спортивную гимнастику, занявшись ей в 1996 году, когда пошёл в школу.

### Спортивная карьера
С 2004 года Самир стал членом сборной Франции по спортивной гимнастике. Первым тренером его был Филипп Кармона, затем им стал Себастьен Даригад. После успехов на юниорских и молодёжных чемпионатах Европы в 2009 году Самир Аит Саид дебютировал на чемпионате мира, заняв 7-е место на кольцах (в 2013 году улучшил результат до 6-го места). Успехи к нему пришли и на чемпионатах Европы, в основном на кольцах: в 2013 году в Москве он даже выиграл золотую медаль.
В 2016 году Самир завоевал поездку на Олимпиаду в Рио-де-Жанейро, но в квалификационном этапе Олимпийских игр с ним произошёл несчастный случай. После опорного прыжка Самир неудачно приземлился и сломал левую ногу, после чего травмированного француза срочно отправили в больницу (торопившиеся врачи по неосторожности один раз уронили носилки). У Самира был диагностирован перелом большой и малой берцовых костей, после чего спортсмен был срочно прооперирован. Спустя два дня в интервью Самир сказал, что уже может ходить и, несмотря на неудачу французской команды (она не прошла квалификацию в командном первенстве), готов будет выступить через 4 года в Токио.

### Личная жизнь
Владеет английским языком, слушает музыку и увлекается боксом. Обучается на физиотерапевта в Национальной школе физиотерапии и реабилитации в Сен-Морис-де-Бейно. После карьеры гимнаста собирается стать спортивным врачом.